# Libertate (film din 2023)
Libertate este un film românesc regizat de Tudor Giurgiu, care a avut premiera în 2023. Prezentat în avanpremieră la Festivalul de film de la Sarajevo, el a primit Premiul Confederației Internaționale a Cinematografelor de Artă (CICAE).

## Rezumat
Inspirat din fapte reale, filmul spune o poveste întâmplată la Sibiu în timpul Revoluției din 1989. În timpul protestelor din decembrie o unitate de miliție devine ținta unui asalt violent care degenerează într-o confruntare între soldați, milițieni, securiști și civili. Încercând să scape de asediu, căpitanul de miliție Viorel e capturat și acuzat că e terorist.

## Realizatori și distribuție
- Tudor Giurgiu - Regizor și scenarist
- Cecilia Ștefănescu - scenaristă
- Nap Toader - scenarist
- Alex Calangiu - Viorel Stanase
- Iulian Postelnicu - locotenent-colonel Dragoman
- Mirela Oprișor - Stela
- Alexandru Papadopol - Teodor Petrache
- Stefan Iancu - Soaita
- Andi Vasluianu - procurorul Socaciu
- Catalin Herlo - Leahu
- Dan Bordeianu - maiorul Mantale
- Ionuț Caraș - Nicu Silvaș
- Augustin Viziru - Romică

## Producție
Filmul a fost realizat de Libra Film (România) și Mythberg Films (Ungaria): Pentru realizare filmul a primit susținerea Centrului Național al Cinematografiei și al Institutul Național de Film din Ungaria.

## Premii
La Gala Premiilor Gopo din 2024, producția Libertate a primit 10 premii între care premiul pentru Cel mai bun film și Tudor Giurgiu a luat premiul pentru Cel mai bun regizor.  Actorii premiați la aceeași gală au fost: Alex Calangiu care a primit premiul Gopo pentru Cel mai bun actor pentru rolul Viorel Stănese și Iulian Postelnicu  care a primit premiul pentru Cel mai bun actor în rol secundar pentru rolul Lt. Col. Dragoman. Filmul a mai fost apreciat și pentru Cel mai bun scenariu scris de Cecilia Ștefănescu și Tudor Giurgiu, Cel mai bun montaj  realizat de Reka Lemhenyi, Cel mai bun sunet realizat de Tamás Székely și André Rigaut, Cele mai bune decoruri realizate de Vali Ighigheanu, premiul pentru Cele mai bune costume l-a luat Viorica Petrovici și Petya Simeonova și Domnica Bodogan au luat premiul pentru Cel mai bun machiaj și cea mai bună coafură. 